# Walíd Hádž Jahjá
Walíd Hádž Jahjá (arabsky: وليد حاج يحيى, hebrejsky: וליד חאג'-יחיא, Walid Cha'dž Jachija, též Walid Sa'dik, וליד צאדק) byl izraelský politik a poslanec Knesetu za strany Machane smol le-Jisra'el a Merec.

## Biografie
Narodil se roku 1936 v Tajbe. Získal bakalářské vzdělání na Hebrejské univerzitě. Pracoval jako sociolog a politolog. Hovoří arabsky a anglicky. Patří do komunity izraelských Arabů.

## Politická dráha
Působil jako ředitel instituce International Center for Peace. Byl aktivní v četných levicových a pacifistických organizacích. Po 23 let pracoval jako ředitel střední školy v Tajbe a byl členem ústředního výboru Svazu izraelských učitelů.
V izraelském parlamentu zasedl poprvé po volbách v roce 1977, v nichž kandidoval za stranu Machane smol le-Jisra'el. Mandát ale získal až dodatečně v únoru 1981 jako náhradník za poslance Uriho Avneryho. Během několika měsíců zbývajících do voleb již se do práce Knesetu výrazněji nezapojil. Znovu byl zvolen až ve volbách v roce 1992, nyní již za formaci Merec. Zasedal ve výboru pro drogové závislosti, výboru pro vzdělávání a kulturu a výboru pro jmenování islámských soudců. Opětovně byl zvolen ve volbách v roce 1996, zase za kandidátní listinu Merec. Byl členem výboru pro drogové závislosti a výboru pro vzdělávání a kulturu. Zároveň působil jako místopředseda Knesetu.
Zastával i vládní posty. V letech 1992–1996 byl náměstkem ministra zemědělství Izraele. Ve volbách v roce 1999 nebyl zvolen.